# 朱友㙎
德阳僖安王朱友㙎，一作朱友墄（1434年—1475年5月6日），明朝蜀和王朱悦𤉎庶三子，母任氏。

## 生平
正统六年（1441年）十二月赐名。
正统十一年（1446年）十一月，明英宗遣永康侯徐安等为正使，给事中翟敬等为副使，持节册封朱友㙎为德阳王。
正统十二年（1447年）三月，蜀和王奏世子朱友垓婚礼已完成，又蒙册封次子内江王朱友墦等王，想让儿子们入京谢恩，英宗回信制止。
景泰元年（1450年）闰正月，给朱友墦、朱友㙎兄弟岁禄各二千石，米钞各半。
四月，明代宗遣驸马都尉焦敬等为正使，吏部右侍郎俞山等为副使，持节册封成都左護衛副千戶陳楠的女儿为德阳王妃。
成化十一年（1475年）四月，朱友㙎去世。八月，因其宫眷请求，赐食米每年一百石。成化十三年（1477年）四月，庶长子鎮國將軍朱申銈袭封。

## 家庭

### 妻妾
- 王妃陈氏

### 子孙
- 庶长子：镇国将军→德阳恭裕王朱申銈，天顺元年（1457年）七月赐名
- 庶次子：镇国将军朱申鉨，天顺元年（1457年）七月赐名[10]
  - 庶四子：朱賓澡，弘治十七年（1504年）七月赐名[11]
- 庶三子：镇国将军朱申鍽，成化二年（1466年）六月赐名[12]，成化二十三年（1487年）七月已故，有遗孀[13]
- 庶四子：镇国将军朱申鉉，成化六年（1470年）八月赐名[14]
  - 第二子：朱賓浟，成化二十二年（1486年）六月赐名[15]